# Чемпионат СНГ по настольному теннису
Чемпионат СНГ по настольному теннису прошёл 5—7 марта 1992 года в Оренбурге во дворце культуры «Газовик». Было разыграно 5 комплектов наград. Этот турнир был одним из этапов отбора в Объединённую команду, которая представляла страны СНГ на Олимпийских играх в Барселоне. Также была сформирована сборная СНГ для участия в чемпионате Европы по настольному теннису в Штутгарте (с 10 по 20 апреля). Участвовали спортсмены России, Украины, Беларуси, Казахстана, Азербайджана, Армении, Таджикистана.

## Медалисты

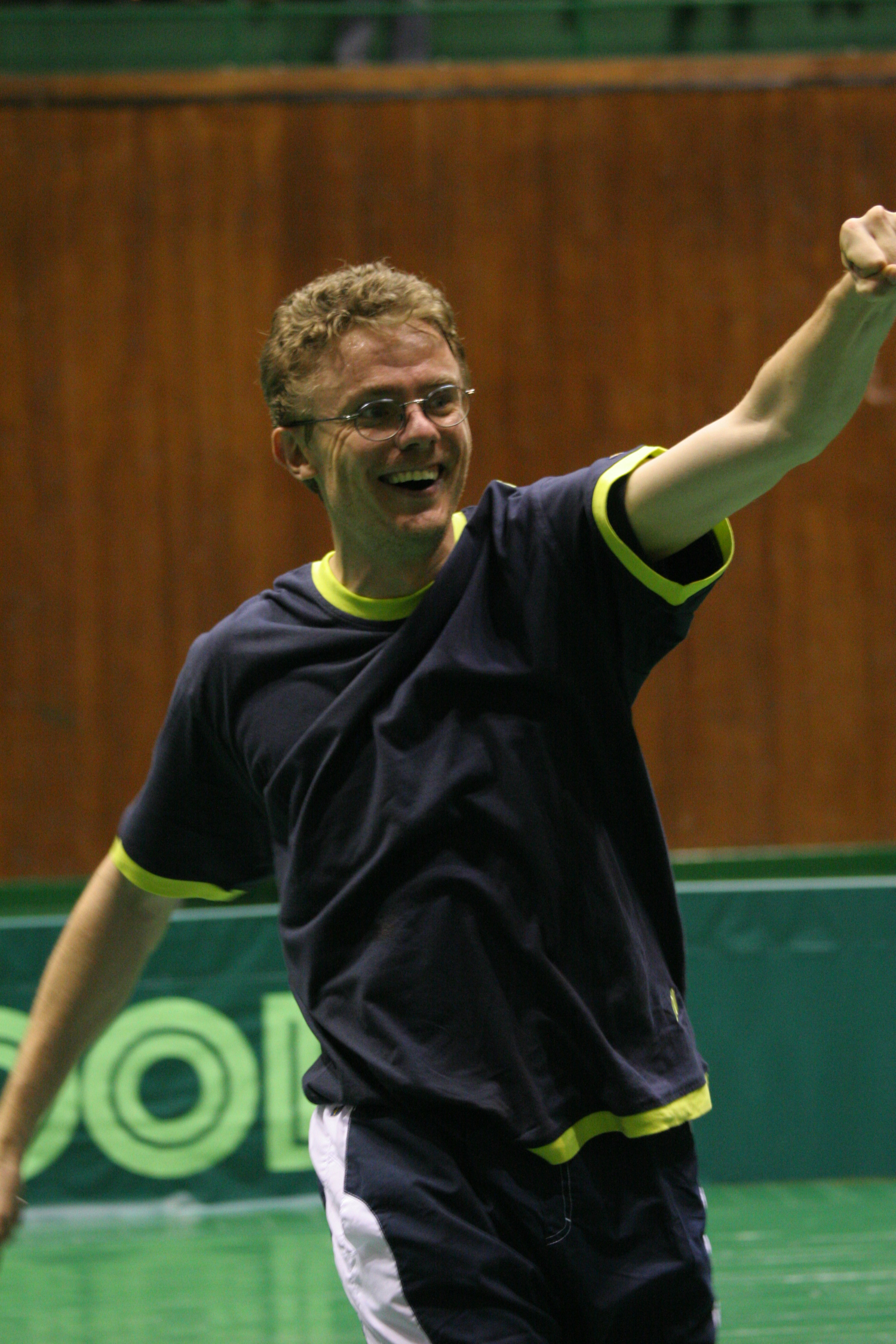
Дмитрий Мазунов

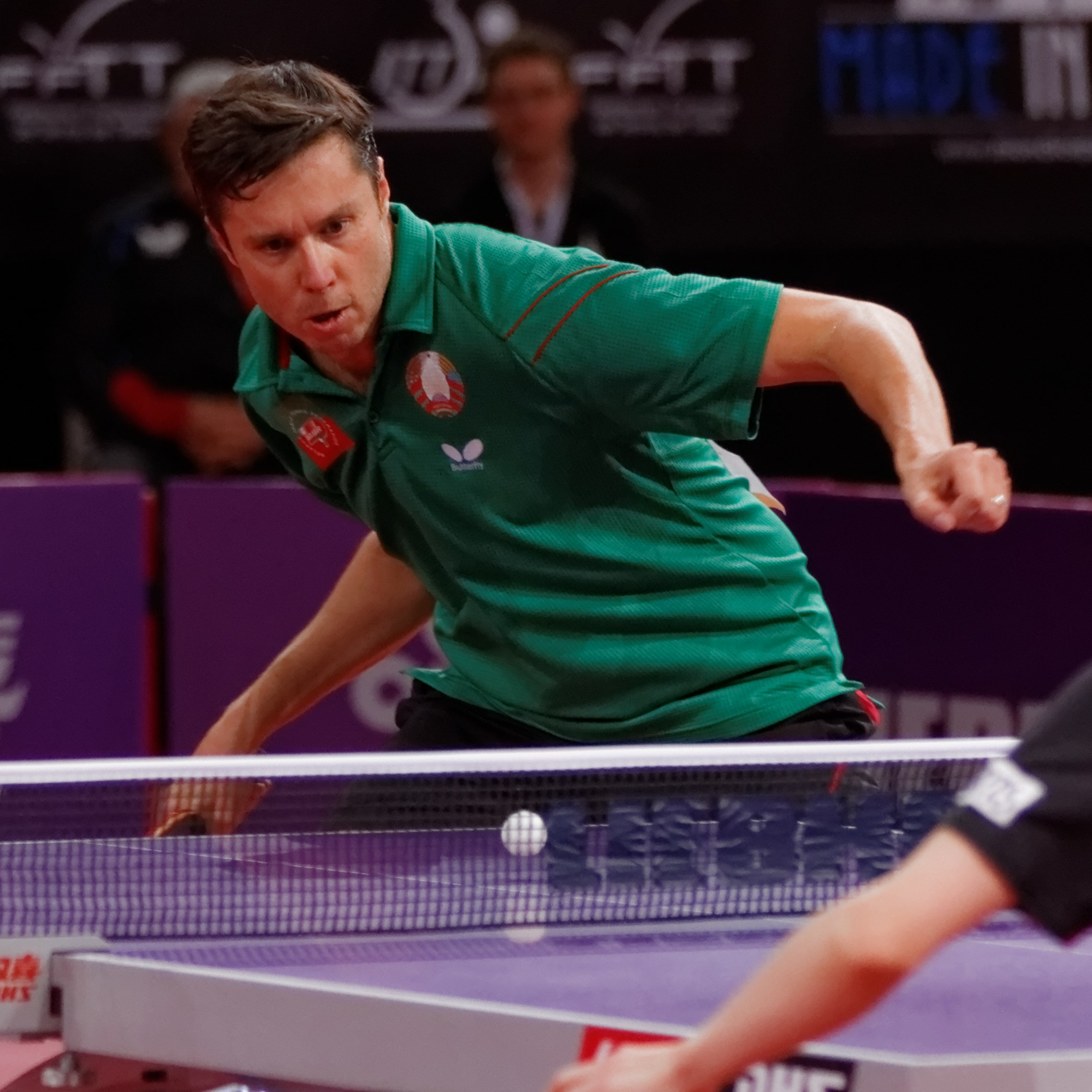
Владимир Самсонов

| Разряд                   | Золото                                                            | Серебро                                                | Бронза                                                |
| Мужской одиночный разряд | Дмитрий Мазунов (Нижний Новгород)                                 | Владимир Самсонов (Минск)                              | Максим Шмырёв (Москва)                                |
| Мужской парный разряд    | Дмитрий Гусев (Нижний Новгород) Дмитрий Мазунов (Нижний Новгород) | Самвел Варданян (Ереван) Мухамед Кушхов (Нальчик)      | Алексей Мурзов (Самара) Дмитрий Самсонов (Оленегорск) |
| Женский одиночный разряд | Елена Тимина (Москва)                                             | Марина Кравченко (Одесса)                              | Татьяна Костромина (Гомель)                           |
| Женский парный разряд    | Ирина Палина (Москва) Елена Тимина (Москва)                       | Оксана Кущ (Нижний Новгород) Галина Мельник (Москва)   | Елена Комракова (Протвино) Марина Кравченко (Одесса)  |
| Смешанный парный разряд  | Елена Комракова (Протвино) Дмитрий Мазунов (Нижний Новгород)      | Оксана Кущ (Нижний Новгород) Владимир Самсонов (Минск) | Армине Макинян (Ереван) Дмитрий Самсонов (Оленегорск) |